# ジャスティンロック
ジャスティンロック（欧字名:Justin Rock、2019年3月24日 - ）は、日本の競走馬。2021年の京都2歳ステークスの勝ち馬である。
馬名の意味は、冠名＋母名の一部。

## デビュー前
2019年3月24日、北海道浦河町の酒井牧場にて母フラワーロックの5番仔として誕生した。祖母カシオペアレディの半姉にホクトベガがいる血統である。2020年の北海道セレクションセールサラブレッド1歳市場で、三木正浩により2530万円で落札された。その後、栗東トレーニングセンターの吉岡辰弥厩舎に入厩した。

## 戦績

### 2歳（2021年）
9月19日中京の2歳新馬（芝2000m）でデビュー。道中中団追走から直線で鋭く脚を伸ばすもトゥデイイズザデイの2着に敗れる。
10月9日阪神の2歳未勝利（芝1800m）では出遅れて後方からのレースとなるも、3コーナーで進出を開始し直線では先に抜け出したサトノアヴァロンをゴール寸前で捕えて初勝利を果たした。
11月27日の京都2歳ステークスでは後方追走から直線で外へ持ち出すと、逃げ粘るビーアストニッシドと好位から脚を伸ばしたフィデルとの競り合いを制し重賞初制覇を果たした。リオンディーズ産駒としてはJRA重賞は初制覇となった。

### 3歳（2022年）
3歳初戦として弥生賞ディープインパクト記念に出走し4着の後、皐月賞は7着、日本ダービーは16着と敗れ、その後は長期休養に入った。

### 4歳（2023年）
結局、脚元の不安により前年のダービー以降出走することはなく、10月13日に管理する吉岡調教師より引退が発表された。乗馬に転向する前提で9月26日に栗東トレーニングセンターに帰厩した後、10月11日に去勢手術を受け、10月20日付で競走馬登録を抹消された。引退後は馬事公苑で乗馬となる。

## 競走成績
以下の内容は、JBISサーチおよびnetkeiba.comに基づく。
| 競走日     | 競馬場 | 競走名             | 格   | 距離（馬場）  | 頭 数 | 枠 番 | 馬 番 | オッズ （人気） | 着順 | タイム （上り3F） | 着差 | 騎手      | 斤量 [kg] | 1着馬（2着馬）         | 馬体重 [kg] |
| ---------- | ------ | ------------------ | ---- | ------------- | ----- | ----- | ----- | --------------- | ---- | ----------------- | ---- | --------- | --------- | ---------------------- | ----------- |
| 2021.09.19 | 中京   | 2歳新馬            |      | 芝2000m（良） | 7     | 4     | 4     | 015.60（5人）   | 02着 | R2:05.0（33.6）   | -0.2 | 0松山弘平 | 54        | トゥデイイズザデイ     | 482         |
| 0000.10.09 | 阪神   | 2歳未勝利          |      | 芝1800m（良） | 7     | 3     | 3     | 001.90（1人）   | 01着 | R1:48.2（33.8）   | -0.1 | 0松山弘平 | 55        | （サトノアヴァロン）   | 490         |
| 0000.11.27 | 阪神   | 京都2歳S           | GIII | 芝2000m（良） | 10    | 7     | 8     | 009.10（5人）   | 01着 | R2:03.3（35.3）   | -0.1 | 0松山弘平 | 55        | （ビーアストニッシド） | 488         |
| 2022.03.06 | 中山   | 弥生賞ディープ記念 | GII  | 芝2000m（良） | 11    | 1     | 1     | 008.60（4人）   | 04着 | R2:00.7（35.0）   | -0.2 | 0川田将雅 | 56        | アスクビクターモア     | 498         |
| 0000.04.17 | 中山   | 皐月賞             | GI   | 芝2000m（良） | 18    | 3     | 6     | 035.0（10人）   | 07着 | R2:00.3（34.2）   | -0.6 | 0戸崎圭太 | 57        | ジオグリフ             | 494         |
| 0000.05.29 | 東京   | 東京優駿           | GI   | 芝2400m（良） | 18    | 6     | 11    | 087.3（14人）   | 16着 | R2:24.7（36.0）   | -2.8 | 0松山弘平 | 57        | ドウデュース           | 486         |

## 血統表
| ジャスティンロックの血統      | ジャスティンロックの血統                                 | ジャスティンロックの血統                                 | （血統表の出典）                                         | （血統表の出典）        |
| 父系                          | キングマンボ系                                           | キングマンボ系                                           | キングマンボ系                                           | [ § 2 ]                 |
| 父 リオンディーズ 2013 黒鹿毛 | 父の父キングカメハメハ 2001 鹿毛                         | Kingmambo                                                | Mr. Prospector                                           | Mr. Prospector          |
| 父 リオンディーズ 2013 黒鹿毛 | 父の父キングカメハメハ 2001 鹿毛                         | Kingmambo                                                | Miesque                                                  |                         |
| 父 リオンディーズ 2013 黒鹿毛 | 父の父キングカメハメハ 2001 鹿毛                         | *マンファス                                              | *ラストタイクーン                                        | *ラストタイクーン       |
| 父 リオンディーズ 2013 黒鹿毛 | 父の父キングカメハメハ 2001 鹿毛                         | *マンファス                                              | Pilot Bird                                               |                         |
| 父 リオンディーズ 2013 黒鹿毛 | 父の母シーザリオ 2002 青毛                               | スペシャルウィーク                                       | *サンデーサイレンス                                      | *サンデーサイレンス     |
| 父 リオンディーズ 2013 黒鹿毛 | 父の母シーザリオ 2002 青毛                               | スペシャルウィーク                                       | キャンペンガール                                         |                         |
| 父 リオンディーズ 2013 黒鹿毛 | 父の母シーザリオ 2002 青毛                               | *キロフプリミエール                                      | Sadler's Wells                                           | Sadler's Wells          |
| 父 リオンディーズ 2013 黒鹿毛 | 父の母シーザリオ 2002 青毛                               | *キロフプリミエール                                      | Querida                                                  |                         |
| 母 フラワーロック 2008 鹿毛   | 母の父アッミラーレ 1997 黒鹿毛                           | *サンデーサイレンス                                      | Halo                                                     | Halo                    |
| 母 フラワーロック 2008 鹿毛   | 母の父アッミラーレ 1997 黒鹿毛                           | *サンデーサイレンス                                      | Wishing Well                                             |                         |
| 母 フラワーロック 2008 鹿毛   | 母の父アッミラーレ 1997 黒鹿毛                           | *ダジルミージョリエ                                      | Carr de Naskra                                           | Carr de Naskra          |
| 母 フラワーロック 2008 鹿毛   | 母の父アッミラーレ 1997 黒鹿毛                           | *ダジルミージョリエ                                      | Mawgrit                                                  |                         |
| 母 フラワーロック 2008 鹿毛   | 母の母カシオペアレディ 1997 黒鹿毛                       | *デインヒル                                              | Danzig                                                   | Danzig                  |
| 母 フラワーロック 2008 鹿毛   | 母の母カシオペアレディ 1997 黒鹿毛                       | *デインヒル                                              | Razyana                                                  |                         |
| 母 フラワーロック 2008 鹿毛   | 母の母カシオペアレディ 1997 黒鹿毛                       | タケノファルコン                                         | *フィリップオブスペイン                                  | *フィリップオブスペイン |
| 母 フラワーロック 2008 鹿毛   | 母の母カシオペアレディ 1997 黒鹿毛                       | タケノファルコン                                         | クールフェアー                                           |                         |
| 母系(F-No.)                   | シャークスキン(GB)系(FN:9-c)                             | シャークスキン(GB)系(FN:9-c)                             | シャークスキン(GB)系(FN:9-c)                             | [ § 3 ]                 |
| 5代内の近親交配               | サンデーサイレンス 3×4=18.75%、Northern Dancer 5×5=6.25% | サンデーサイレンス 3×4=18.75%、Northern Dancer 5×5=6.25% | サンデーサイレンス 3×4=18.75%、Northern Dancer 5×5=6.25% | [ § 4 ]                 |
| 出典                          | 1. 2. 3. 4.                                              | 1. 2. 3. 4.                                              | 1. 2. 3. 4.                                              | 1. 2. 3. 4.             |

- 祖母カシオペアレディの半姉にJRA賞最優秀ダートホース、NARグランプリ特別表彰馬のホクトベガ。